# Свети Пантелеймон (Арапли)
Вижте пояснителната страница за други значения на Свети Пантелеймон.
„Свети Пантелеймон“ (на гръцки: Αγίου Παντελεήμονος Νέας Μαγνησίας) е православна църква в солунското село Арапли (Неа Магнисия), Гърция, част от Неаполската и Ставруполска епархия.
В 1947 година е поставен основният камък на храма от митрополит Генадий Солунски. В архитектурно отношение представлява трикорабна базилика без специални архитектурни особености, с вградена камбанария. Църквата е открита официално на 18 октомври 1953 година от митрополит Пантелеймон Солунски и викарния му епископ Тимотей Мирски. От 1975 до 1994 година изграден външен трем.